# Idioma massachusett
El massachusett (autoglotónimo: wôpanâôtȣâôk), wampanoag, nático o indiano es una lengua algonquina de la familia de lenguas álgicas que fue hablada por varios pueblos de la costa oriental y sureste de Massachusetts, en los Estados Unidos. En su forma revivida, se habla en cuatro comunidades de indígenas wampanoag.
El idioma es más notable por su comunidad de indígenas alfabetizados y por la cantidad de traducciones de textos religiosos al idioma. La traducción de la Biblia Cristiana de John Eliot en 1663 usando el dialecto nático, conocido como Mamusse Wunneetupanatamwe Up-Biblum God, fue la primera impresa en las Américas, la primera Biblia traducida por un hablante no nativo y uno de los primeros ejemplos de una traducción de la Biblia a un idioma no escrito previamente.
Los ministros y maestros indígenas alfabetizados enseñaron la alfabetización a las élites y otros miembros de sus comunidades, lo que influyó en una aceptación generalizada. Esto está atestiguado en las numerosas peticiones judiciales, registros de la iglesia, registros administrativos de la ciudad de misión, notas en los márgenes de los libros, cartas personales y la distribución generalizada de otras traducciones de tratados religiosos durante el período colonial.
Los dialectos del idioma eran hablados por varios pueblos del sur de Nueva Inglaterra, incluidas todas las áreas costeras e insulares del este de Massachusetts, así como el sureste de New Hampshire, el extremo más meridional de Maine y el este de Rhode Island, y también era un término común segundo o tercer idioma en la mayor parte de Nueva Inglaterra y partes de Long Island. El uso de la lengua en las comunidades de bandas mixtas de conversos cristianos —pueblos de misión— resultó en su adopción por algunos grupos de Nipmuc y Pennacook.
La revitalización del idioma comenzó en 1993, cuando Jessie Little Doe Baird inició el Proyecto de Recuperación del Idioma Wôpanâak (WLRP). Esto ha reintroducido con éxito el dialecto wampanoag revivido a las tribus Aquinnah, Mashpee, Assonet y Herring Pond de los wampanoag de Cabo Cod y las islas, con un grupo de niños que están creciendo como los primeros hablantes nativos en más de un siglo. Los massachusett continúan habitando el área alrededor de Boston y otras tribus wampanoag se encuentran en Cabo Cod y Rhode Island.

## Nombre
El método tradicional para referirse al idioma era simplemente hettꝏonk (hutuwôk) /hətəwãk/, 'aquello que [puede] hablarse'. Los dialectos que eran más difíciles de entender eran llamados siogontꝏwaonk (sayakôtuwâôk) /sajakãtəwaːãk/, 'lenguaje difícil', en contraste con los idiomas extranjeros, que eran llamados penꝏwantꝏaog (peenȣwôtuwâôk) /piːnuːwãtəwaːãk/, 'lenguaje extraño'.
Cuando era necesario hacer referencia a personas o lugares específicos, el nombre de las personas o el lugar iba seguido de la palabra unnontꝏwaog (unôtuwâôk) /ənãtəwaːãk/ para indicar 'el idioma de su gente' o 'lo que habla la gente'. En el período colonial, el idioma se conocía generalmente como massachusee unnontꝏwaonk (Muhsachuweesee unôtuwâôk) /məhsatʃəwiːsiː ənãtəwaːãk/, 'lengua de los massachusett'. Massachusee era la forma abreviada correcta en el uso tradicional de los massachusett para referirse a la gente y el idioma, a pesar de la adopción de 'Massachusetts' en inglés, de ahí la traducción del "Salterio de Massachusett" como Massachusee Psalter.
Los colonos ingleses inicialmente se refirieron al massachusett como el idioma "indiano", al principio porque desconocían las fronteras étnicas y lingüísticas entre los pueblos de la región. El término massachusett fue adoptado como un término general. Debido al éxito del pueblo de misión Natick, el término "nático" también se volvió una referencia común al idioma. Otros nombres utilizados por los ingleses fueron "nonanto", "pokanóket" y "aberginiano".
La gente y el idioma reciben su nombre de la colina sagrada, conocida en inglés como Great Blue Hill. El nombre deriva de missi- (muhs-) 'grande' o 'sagrado', achuwees (wachuwees) /[w]atʃəw[iː]s/ 'colina' y el sufijo locativo -ett (-ut). La síncopa del diminutivo (-ees) a -s era común en los dialectos y el habla rápida, por lo que se volvió más común la forma colonial wachus en contraposición a la forma clásica wachuwees. En la actualidad, las tribus afiliadas al WLRP se refieren al idioma como Wôpanâôtuwâôk, que deriva del término wampan- (wôpan-) 'este' o 'amanecer', y por lo tanto significa 'idioma de los de oriente'. Los hablantes suelen acortar el nombre a Wôpanâak, aunque el término solo se refiere a los mismos indígenas wampanoag.

## Clasificación lingüística

### Dentro de las lenguas álgicas
El massachusett se encuentra en la rama oriental de las lenguas algonquinas, que comprende todas las lenguas algonquinas conocidas que se hablan desde los territorios marítimos canadienses hasta las Carolinas. Dentro de las divisiones orientales, el massachusett se agrupa con las lenguas algonquianas del sur de Nueva Inglaterra (SNEA). Si se considera un dialecto de SNEA, es un 'dialecto N' de SNEA. Otras divisiones orientales incluyen los idiomas abenakianos que se hablan en el norte inmediato y los idiomas delawaranos al oeste y suroeste de la región SNEA. Al sur de los idiomas delawaranos se encuentran los idiomas nanticokan de la cuenca de la bahía de Chesapeake y el río Potomac, los idiomas powhatan de la costa de Virginia y los idiomas algonquianos de las Carolinas. Las lenguas orientales son el único grupo genético que ha surgido del algonquino, ya que todas las lenguas descienden del algonquino proto-oriental (PEA), que se diferencia probablemente debido al aislamiento de otros hablantes algonquianos debido a la presencia de grandes focos de lenguas iroquesas y siouanas y los Apalaches. Sin embargo, las centrales y las de las praderas son agrupaciones basadas en características de la zona y proximidad geográfica.

### Dentro de las SNEA
Las lenguas algonquinas novoinglesas (abreviadas SNEA en inglés) eran mutuamente inteligibles entre sí hasta cierto punto, existían en una cadena o continuo dialectal, con los límites entre dialectos bastante distintos difuminados por una serie de variedades de transición. Todos los idiomas de SNEA, incluido el massachusett, se pueden diferenciar de otros idiomas de la rama oriental por varias innovaciones compartidas, incluida la fusión de PEA *hr y *hx en *hš, la palatización de PEA *k a SNEA *ty donde ocurre después de PEA *ē y algunos casos de PA *i, palatización de PEA *sk en entornos similares a *hč y PEA *r de final de palabra fusionándose en *š.
Dentro de las lenguas SNEA, el massachusett comparte una mayor similitud con el narragansett y el nipmuck, sus vecinos más próximos, con un puñado de elementos léxicos que indican una división este-oeste. Por ejemplo, la palabra 'pez' es namohs (namâhs) en massachusett, namens en nipmuc y namaùs en narragansett, todos probablemente pronunciados de manera similar al /namaːhs/ del proto-algonquiano *nameᐧʔsa, en contraste con piyamáq en mohegan-pequot y opéramac en quiripi, que se deriva de una raíz local *pere- y una raíz alternativa antigua para 'pez' *-aᐧmeᐧkwa, probablemente del SNEA proto-occidental *pīramākw /piːramaːkʷ/. Aunque el nipmuck es muy cercano al idioma massachusett, es conservador en el sentido de que preserva más finales de sustantivos y verbos que se truncan en la mayoría de los entornos en otros SNEA.

## Historia

### Época colonial
Los primeros asentamientos ingleses, la colonia de Plymouth por los peregrinos en 1620 y la colonia de la bahía de Massachusetts por los puritanos en 1629, fueron fundados en territorio de habla de massachusett. Los colonos dependían de los indígenas para sobrevivir, y algunos aprendieron a comunicarse con ellos para comerciar. A medida que la población de ingleses aumentó con más migraciones puritanas, y los indígenas se vieron superados en número, se promulgaron medidas para asimilarlos. Con el respaldo colonial y la financiación de la Sociedad para la Propagación de la Biblia, misioneros como John Eliot, Thomas Mayhew y sus descendientes entre los wampanoag y Roger Williams comenzaron a aprender los idiomas locales y a convertir a los indígenas. Eliot imprimió una Biblia en 1663 y los indígenas de los pueblos de misión empezaron a adoptar la ortografía de la Biblia en dialecto nático.

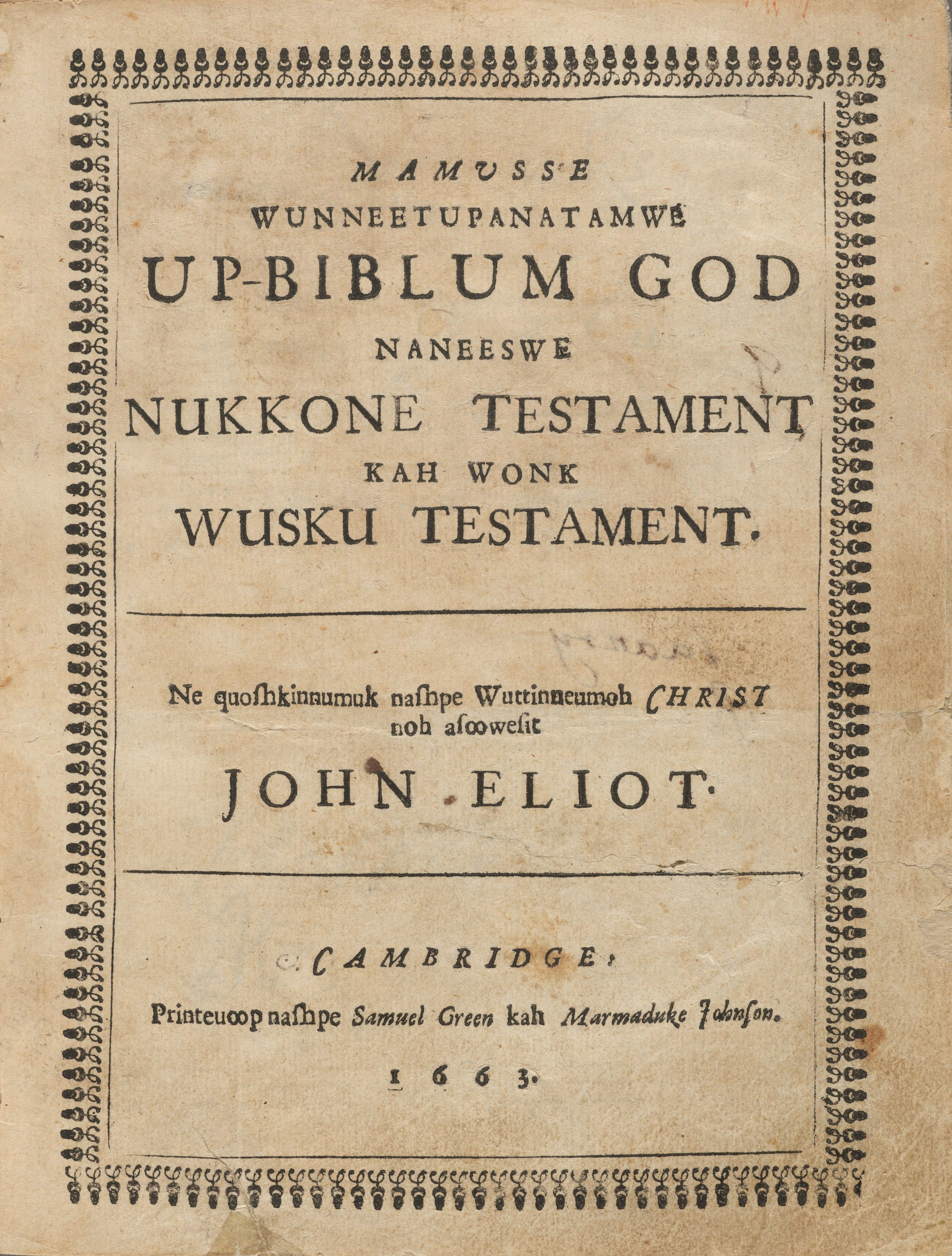
Mamusse Wunneetupanatamwe Up-Biblum God, John Eliot, 1663.

John Eliot, después de comenzar su misión con los indígenas, vio rápidamente la necesidad de alfabetización para que los nuevos conversos pudieran experimentar la inspiración bíblica por sí mismos. Con la ayuda de intérpretes locales y el contacto frecuente de Eliot con ellos, adquirió fluidez en el idioma y comenzó a escribir los sonidos que escuchaba en nático de una forma ad hoc, utilizando las convenciones de la ortografía inglesa. En 1651, Eliot produjo un catecismo escrito a mano que usó para enseñar alfabetización y religión en Natick, seguido de una traducción del Libro de los salmos que fue copiado a mano. Un pequeño grupo de indígenas alfabetizados comenzó a enseñárselo a otros, y Eliot estableció una escuela para capacitar a misioneros indígenas alfabetizados y capaces de leer estos materiales.
Un equipo de traductores e intérpretes nativos ayudó a Eliot y a los demás misioneros con sus traducciones, aunque la mayor parte de su trabajo no fue acreditado. El mismo Eliot confiaba en Cockenoe, su sirviente de Long Island, que hablaba un idioma relacionado con las SNEA y podía interpretar para Eliot; Job Nesutan, quien era muy competente en escritura y lectura; John Sassamon, un huérfano criado en hogares ingleses, que más tarde se convirtió en un importante intérprete entre los ingleses y los indígenas, y James Wawâus Printer, quien aprendió de las imprentas y, según Eliot, fue el más prolífico. Cuando Mayhew recibió el encargo de proporcionar traducciones misioneras, fue asistido por Printer, Neesnumin e Hiacoomes, el primer converso al cristianismo en Martha's Vineyard.
Algunos de los conversos de Eliot se convirtieron en misioneros, quienes a su vez difundieron el cristianismo y la alfabetización, de modo que, dentro de los veinte años de las primeras traducciones impresas de Eliot, la alfabetización pasó de ninguno a uno de cada tres nativos de las colonias de la bahía de Massachusetts y Plymouth. Al menos un grupo de indios asistió a clases para ser preparados para asumir la misión indiana en la Universidad de Harvard antes de la construcción del Indian College, como James Printer y John Sassamon, que luego ayudarían a Eliot con sus traducciones, y Jethro, un nashaway (del norte de Nipmuck), quien más tarde fue predicador en Wamesit. Los estudiantes más tarde incluirían a Caleb Cheeshahteaumuck y Joel Hiacoomes, hijo de Hiacoomes, dos wampanoag de Martha's Vineyard; Eleazar, otro wampanoag; y John Wampas, un nipmuc que más tarde fue designado por su pueblo para proteger sus derechos y su tierra con su talento bilingüe, pero que traicionó a su pueblo para ganarse el favor de los ingleses. El último estudiante que asistió después de que el edificio fuera demolido fue Brian Larnell, otro nipmuc. A excepción de los estudiantes universitarios preindios y John Wampas, los demás contrajeron enfermedades y fallecieron, posiblemente debido a la proximidad a los ingleses en un entorno urbano exponiéndolos a las infecciones contra las que carecían de inmunidad.
Natick sirvió como seminario, con una escuela donde Eliot, y más tarde sus discípulos indígenas, instruirían alfabetización en massachusett, religión cristiana y cultura inglesa antes de servir como intérpretes oficiales, administradores de los pueblos de misión o ancianos de las iglesias indias, a menudo reclutados de la ėlite tribal. Preparados con alfabetización y copias de las traducciones de los misioneros, estos indígenas comenzaron a instruir a otros. En Natick, Eliot pasó su papel de maestro a Monesquassin, quien a su vez enseñó a otros. Los registros de los siglos XVII y XVIII indican que hubo bastantes indígenas involucrados, principalmente aquellos de o con conexiones de parentesco con Natick, lo que, combinado con el uso de ese dialecto en las traducciones de Eliot, nivelaron las diferencias dialectales. Muchos de estos se nombran en los registros, como los Ahatons de Ponkapoag y los Speens de Natick, Joseph Tuckawillipin de Hassanamessit, Simon Beckom de Wamesit, Samuel Church en Watuppa e Isaac Jeffrey en Manomet y Herring Pond.
En 1674, una solicitud de tasas de alfabetización de los indígenas en la colonia de Plymouth por Daniel Gookin indicó que el 29% de los indios convertidos sabía leer y el 17% podía escribir el idioma massachusett. Con su propia iglesia, las tasas más altas de alfabetización se encontraron en las aldeas de Codtanmut, Ashmuit y Weesquobs, todas dentro de Mashpee, donde el 59% de la población sabía leer y el 31% sabía escribir. La tasa general fue probablemente la misma o más alta en las ciudades de misión de la colonia de la bahía de Massachusetts. Estos indígenas, debido a su importante estatus como miembros de familias tribales prominentes y su competencia, no solo se hicieron cargo de la misión y sirvieron como diáconos, ancianos, ministros y predicadores, sino también como maestros, concejales, jurados, agentes y otras funciones administrativas en los pueblos de misión. La alfabetización siguió siendo una parte importante de las comunidades indígenas hasta la década de 1770, sin embargo, su papel disminuyó a medida que las generaciones más jóvenes de indígenas empezaron a preferir el uso del inglés y cada vez menos iglesias indianas permanecieron bajo el control indígena con congregantes y predicadores indios, en parte debido a los trastornos de las guerras, la pérdida de tierras y falta de incentivos económicos para permanecer en la ciudad de misión.

### Época moderna
El uso del idioma escrito declinó a lo largo del siglo XVIII. En Natick, donde comenzó la alfabetización india, los últimos registros de la ciudad en el idioma fueron escritos por Thomas Waban (Weegramomenit), hijo de Waban, en 1720. El último documento que sobrevivió en el idioma son los registros de la Iglesia Congregacional de Gay Head, registrando el matrimonio de John Joel y Mary Tallmon por el ministro Zachary Hossueit, en 1771. La última evidencia epigráfica conocida del lenguaje escrito es su uso en la lápida ahora dañada de Silas Paul, otro ministro indígena de Gay Head, en 1787. La evidencia anecdótica sugiere que algunos indígenas lo sabían leer y escribir hasta mediados del siglo XIX, aunque no se conservan documentos de este período.
El idioma hablado se mantuvo en uso vibrante en la década de 1750 en el interior de las colonias y hasta la década de 1770 en las comunidades wampanoag más grandes y aisladas de las islas de Martha's Vineyard y Nantucket. No se sabe cuándo perecieron los últimos hablantes, pero Tamsen Weekes, quien murió en 1890 a la edad de 90 años, fue probablemente uno de los últimos hablantes con fluidez. Los estudios de la tribu wampanoag en la década de 1920 no encontraron hablantes nativos, solo algunos que recordaban pequeños fragmentos del idioma. El idioma se dejó de hablar por varias razones. La población de hablantes se desplomó debido a los efectos de las epidemias de viruela, sarampión, difteria y escarlatina en suelos vírgenes que continuaron cobrando vidas indígenas hasta bien entrado el siglo XIX, pero que comenzaron con un brote particularmente severo de leptospirosis en 1619 que cobró la vida de hasta el 90% de las poblaciones costeras donde residían hablantes de lengua massachusett. Esto redujo su capacidad para resistir a las tribus vecinas, como los mohawks y tarratine, y la afluencia de colonos ingleses.
La guerra también redujo considerablemente la población. Se cree que los estragos de la Guerra del Rey Felipe (1675-1676) redujeron la población en un 40%, debido a ejecuciones, represalias y desplazamientos. Muchos de los indígenas que permanecieron neutrales fueron detenidos y abandonados en islas en el puerto de Boston, donde muchos murieron de enfermedades, hambre y exposición a los elementos. Otros fueron vendidos como esclavos en las Indias Occidentales. Muchos de los indígenas decidieron irse, buscando seguridad con los abenaki al norte o los mohicanos al oeste, donde eventualmente se asimilarían a la tribu anfitriona. Muchos hombres fueron llamados a luchar junto a los colonos ingleses contra los franceses y sus aliados indígenas durante las Guerras franco-indias, una serie de conflictos entre 1688 y 1763, así como la guerra de Independencia de los Estados Unidos (1775-1783). El desequilibrio de género llevó a un aumento de los matrimonios mixtos entre mujeres indias y hombres blancos o negros fuera de la comunidad de hablantes.
El idioma permaneció en uso durante más tiempo en el habla y la escritura en las comunidades aisladas e insulares de wampanoag, pero a medida que su uso se desvaneció lentamente, muchos creyeron que regresaría con la ayuda de los descendientes de quienes lo destruyeron. Los documentos en idioma massachusett en forma de ventas de tierras, arrendamientos y escrituras se encuentran en la capa más antigua de archivos de ciudades y pueblos de Massachusetts. Las peticiones y quejas a la Corte General de Massachusetts se enviaban a menudo en inglés y en massachusett. Los registros de la antigua ciudad de misión y ahora solo la ciudad de Natick, están en massachusett desde 1651 hasta 1720. Los indígenas también mantuvieron sus bibliotecas de manuscritos religiosos y registros personales incluso cuando el idioma dejó de hablarse, muchos de los cuales fueron más tarde vendidos a coleccionistas privados y, en última instancia, ahora están en posesión de la Sociedad Histórica de Massachusetts. Además, se han conservado todas las traducciones indígenas y las obras originales de los misioneros ingleses. El Diccionario Natick, publicado en 1903 y basado en el trabajo del Dr. James H. Trumbull, incluye descripciones de vocabulario, principalmente de la Biblia de Eliot, pero también de los otros misioneros.
En 1993, Jessie "Little Doe" Baird, de los wampanoag mashpee, comenzó el Proyecto de Recuperación de la Lengua Wôpanâak (WLRP) como cofundadora. Inició sus estudios en el Instituto Tecnológico de Massachusetts (MIT). Trabajando con el Dr. Kenneth Hale y más tarde con Norvin Richards, Baird pudo reconstruir la pronunciación, la gramática y el vocabulario de los documentos indígenas y las traducciones misioneras al inglés. Más tarde, Baird publicó su tesis, Introducción a la Gramática del Wampanoag en el año 2000, cuando completó su maestría en lingüística algonquina. El WLRP luego se expandió para incluir participantes de las tribus Ahquinnah, Herring Pond y Assonet de los Wôpanâak. Dado que Kenneth Hale era descendiente directo del misionero Roger Williams y Baird descendiente directo de Nathan Pocknett, quien resistió los intentos de conversión, cumplieron la profecía de sobre el renacimiento del idioma wampanoag.

## Distribución geográfica
Los hablantes contemporáneos se localizan dentro del área que rodea cuatro comunidades en Cabo Cod y las islas y las regiones cercanas un poco 'fuera de Cape', incluidas Mashpee, Aquinnah, Freetown y Cedarville, Plymouth, donde viven los mashpee y los aquinnah. El estado reconoció a las tribus Assonet y Herring Pond de los wampanoag que participan en el Proyecto de Recuperación de la Lengua Wôpanâak. Otras tribus descendientes de pueblos de habla massachusett, con reconocimiento de la Mancomunidad, son las tribus Natick y Ponkapoag del pueblo massachusett y las tribus Chappaquiddick, Poccasset y Seaconke del pueblo wampanoag. Aunque estas tribus no tienen hablantes ni participantes del WLRP, continúan honrando los documentos y traducciones de sus antepasados como un uso histórico, cultural, sagrado y litúrgico, particularmente en la antigua escritura colonial.
Otros grupos con cierta ascendencia de pueblos de habla massachusett son las tribus que absorbieron a los refugiados de la Guerra del Rey Felipe, como los Abenaki (Alnôbak) del norte de Nuevo Hampshire, Vermont y Quebec; el Schaghticoke (Pishgachtigok) del oeste de Connecticut a lo largo de la frontera con Nueva York y Brothertown o Brotherton (Eeyawquittoowauconnuck) y Stockbridge-Munsee (Mahiikaniiw-Munsíiw), ambas amalgamaciones de pueblos del sur de Nueva Inglaterra y otros lugares que se trasladaron a Wisconsin. Los 'mohawks bermudeños', un nombre para las antiguas familias de la Isla de St. David, que eran distintos de otros pueblos de las Bermudas debido a su alto grado de ascendencia nativa, principalmente de los indios de Nueva Inglaterra capturados durante la Guerra Pequot y la Guerra del Rey Felipe y vendidos como esclavos. Además, un pequeño número de métis en la isla Cabo Sable, Nueva Escocia, descienden de matrimonios mixtos entre los indígenas micmac, colonos acadianos franceses y pescadores, tripulantes y balleneros wampanoag que vinieron a buscar trabajo en el siglo XIX.

## Descripción Lingüística

### Fonología
Tabla de las consonantes empleadas en el idioma massachusett en AFI:
|              | Labial | Alveolar | Palatal / Postalveolar | Velar | Glotal |
| ------------ | ------ | -------- | ---------------------- | ----- | ------ |
| Oclusivas    | [p]    | [t]      | [tʲ]                   | [k]   |        |
| Africada     |        |          | [tʃ]                   |       |        |
| Fricativas   |        | [s]      | [ʃ]                    |       | [h]    |
| Nasales      | [m]    | [n]      |                        |       |        |
| Aproximantes | [w]    |          | [j]                    |       |        |

Las consonantes del massachusett carecen de voz y aspiración. La aspiración, o el soplo de aire que se libera después de una consonante, es común en inglés en consonantes iniciales o para mayor claridad y énfasis, pero no el segundo elemento de grupos de consonantes o posiciones finales de sílabas. Así, la /p/ del massachusett es más parecida a la [p] en 'spin' [spɪn] que a la [pʰ] en [pʰin], que puede sonar expresada y confundida con la /b/ en inglés. El idioma no parece haber hecho distinción entre consonantes sonoras y sordas tal como existen en inglés, por lo que el alfabeto colonial usó emparejamientos sonoros-sordos como B/P, G/CK, J/Ch, Z/S, D/T y G(w)/Q(u) indistintamente, aunque es posible que algunas consonantes fueran expresadas como variaciones alofónicas o "sonadas" por los misioneros ingleses como Eliot.
El lenguaje es rico también por varias combinaciones de vocales y diptongos creados con /j/ y /w/ finales, que suelen ser elementos verbales productivos. Dos vocales juntas generalmente indican una pausa de dos sonidos distintos y no un verdadero diptongo, por ejemplo, las palabras inglesas 'coagulate' y 'cloud'. Por lo tanto, waapinum (wââpunum), 'levantar', se pronuncia /waːaːpənəm/ y no */waːːpənəm/. Sin embargo, las combinaciones de vocales y consonante de deslizamiento vocal (semivocal) son particularmente numerosas, no limitadas a a a/, /aː a/, /aː ã/ /ã ə/, /aː iː/, /ãwa/, /əj/, /əw/, /əwa/, /əwaː/, /əwã/, /əwə/, /awa/, /aːw/, /aw/, /ja/, /jã/, /iːw/, /uːaːã/, etc.

### Gramática
La lengua massachusett comparte varias características en común con otras lenguas algonquinas. La estructura de las oraciones en el idioma suele ser SVO o SOV, pero la desviación del orden estricto de las palabras no altera el significado debido a la estructura sintética. Los verbos son bastante complejos y se pueden dividir en cuatro clases de verbos: animado-intransitivo (AI), inanimado-intransitivo (II), animado-transitivo (AT) e inanimado-transitivo (IT). Los verbos también tienen prefijos y sufijos con varias inflexiones, partículas y conjugaciones, por lo que las cosas complejas se pueden describir fácilmente con solo un verbo.
Los sustantivos tienen género basado en animicidad, basado en la cosmovisión de los indígenas sobre lo que tiene espíritu en oposición a lo que no. Un cuerpo estaría animado, pero las partes del cuerpo son inanimadas. Los sustantivos también se marcan para obviarse, y los sustantivos sujetos al tema se marcan aparte de los sustantivos menos relevantes para el discurso. Los pronombres personales distinguen a tres personas, dos números (singular y plural), plural en primera persona inclusiva y exclusiva, y tercera persona próxima / obviativa. Los sustantivos también se marcan como ausentes, especialmente cuando se refieren a objetos perdidos o personas fallecidas.

## Escritura
El alfabeto original ideado por Eliot y utilizado por los indígenas de mediados del siglo XVII al XIX consistía en las 26 letras del alfabeto latino como en inglés, con la adición del dígrafo 'CH' como letra separada, similar a su función en español (anterior a las reformas ortográficas españolas de 1994), a diferencia del dígrafo 'SH'. Las vocales se pueden marcar con acento agudo (´) para denotar acentos o vocales largas o el circunflejo (ˆ) usado para indicar la vocal nasal /ã/, pero a pesar de este uso prescriptivo, la mayoría de los hablantes nativos alfabetizados, e incluso Eliot, las usaron indistintamente. La ligadura doble O 'Ꝏ' fue utilizada por Eliot principalmente para indicar /uː/ en oposición a la vocal corta /ə/, análoga a escribir 'fꝏd' y 'mꝏd' pero 'cook' y 'rook', sin embargo, Ꝏ no se considera una letra separada y a menudo se reemplaza con 'OO' o 'Ȣ' en los textos.
F, L, R y V solo aparecen en préstamos. La letra rúnica thorn (Þ) se usó en la época de Eliot como una abreviatura de 'TH', a menudo escrito como superíndice o subíndice impreso para diferenciarlo de Y. Aunque no se incluye en el alfabeto colonial, su uso probablemente se habría producido en algunas palabras provenientes del inglés, especialmente de los documentos indígenas más antiguos. J y V, aunque todavía no se consideran letras distintas en inglés del siglo XVII, fueron tratadas como letras separadas en massachusett.
El alfabeto en uso por las comunidades wôpanâak que participan en la revitalización de la lengua, es mucho más reducido y simplificado. B, C, D, F, G, I, J, L, O, R, V, X y Z no forman parte del alfabeto, pero siguen utilizándose para nombres propios y topónimos. CH sigue siendo una letra separada, a la que se han incluido los dígrafos Sh /ʃ/ y Ty /tʲ/. Â y Ô se consideran letras, pero se limitan a representar /aː/ y /ã/, respectivamente, eliminando así la necesidad del agudo o circunflejo. Ȣ reemplaza a Ꝏ en el alfabeto moderno para facilitar la entrada y la interpretación en tipografías en inglés y también se considera una letra distinta. E se conserva, pero se limita a representar /ʲᵊ/ mientras que el dígrafo EE se utiliza como letra separada para /iː/. La única letra con dos sonidos es Q, que representa /k/ en las posiciones finales de palabra y /kʷ/ en cualquier otro lugar antes de una vocal con fines etimológicos.

## Literatura
A medida que los indios ganaban alfabetización y crecía la notoriedad de Eliot, la Sociedad para la Propagación del Evangelio en Nueva Inglaterra les dio fondos. La Sociedad, que apoyaba las misiones calvinistas y congregacionalistas, las prohibió bajo la influencia de los monarcas anglo-católicos y los líderes de la Iglesia de Inglaterra. En 1655, se construyó el Indian College de la Universidad de Harvard, su primer edificio de ladrillos, y se envió una imprenta y materiales. Eliot comenzó de inmediato, imprimiendo copias del Libro del Génesis y el Evangelio de Mateo ese mismo año. En 1663, Eliot imprimió la traducción completa de la Biblia, su logro monumental. Continuó imprimiendo traducciones hasta su muerte en 1690.
Después de su muerte, la Sociedad comisionó a otros misioneros, sobre todo Experience Mayhew, quien, cuando era niño en una larga lista de misioneros en el wampanoag de Martha's Vineyard, hablaba con fluidez el idioma y sus obras eran populares entre los indígenas por su ortografía consistente y adhesión al estilo hablado más natural de los propios indígenas. Otros misioneros comisionados incluyen a Samuel Danforth, asistente de John Eliot; Grindal Rawson, ministro de los indios en oración de Wacentug (Uxbridge, Massachusetts); John Cotton, Jr., predicador de Wôpanâak de Plymouth, Mashpee y Martha's Vineyard y su sobrino, Cotton Mather, influyente teólogo puritano. Cuando las colonias quedaron bajo el dominio directo y el interés en la misión indiana disminuyó, la Sociedad encargó por última vez una reimpresión de Indiane Primer asuh Negonneuyeuuk de Mayhew en 1747. El final de las traducciones misioneras afectó, pero no terminó, la alfabetización nativa, que continuó hasta finales del siglo XVIII.

## El massachusett y otros idiomas
El massachusett comparte la mayor parte de su vocabulario con otras lenguas algonquinas. La siguiente tabla, en su mayoría tomada de la descripción de D. J. Costa de las lenguas SNEA, demuestra la relación del massachusett con otros idiomas, como los idiomas algonquinos orientales estrechamente relacionados, como el loup y el narragansett (ambos también SNEA), el penobscot (un representante de la rama oriental de las lenguas abenakianas), el munsee (una lengua lenape) y parientes más lejanos, como el arapajó (una lengua algonquina de las llanuras) y el ojibwa (una lengua algonquina central).

### Influencia del massachusett en el inglés
Los préstamos del massachusett representan el segundo corpus más antiguo y más grande de palabras prestadas algonquianas después del powhatan, y se encuentran entre los primeros "americanismos" verdaderos que comenzaron a diferenciar el inglés estadounidense. Además, las palabras prestadas del massachusett se resistieron a ser reemplazadas por préstamos léxicos de otras lenguas indígenas. Aunque desde entonces el inglés americano ha adoptado tipi, hogan y quiggly hole para referirse a estructuras de vivienda bastante diferentes, en la primera parte del siglo XIX, referirse a todas ellas como wigwams (término usado para referirse a los préstamos de origen algonquino, del pidgin massachusett wigwam = hogar), era algo común, ya que ya se había adoptado como la palabra general para una vivienda india. De manera similar, moose (del massachusett mȣs) no fue reemplazado por el lakȟótiyapi héblaska, el navajo deeteel ni el x̱aadas kíl chask'w, sino que de hecho reemplazó al tsinúk hyas mowitch con la correspondiente palabra del chinuk wawa moose del massachusett, vía inglés, habiendo reemplazado el término original.

### Influencia del inglés en el massachusett
Con la llegada de los colonos ingleses, los indígenas rápidamente comenzaron a adoptar el inglés para comunicarse y participar en la sociedad en general por necesidad, ya que los colonos ingleses llegaron a rodearlos y superarlos en número. Los indios adoptaron las nuevas cosechas: oates (avena), barley (cebada), wheatash (trigo), rye (centeno); cría de animales y animales domésticos: oxin (bueyes), gôates (cabras), maresog, hogs (cerdos); herramientas y métodos de cultivo y cultura material: chember (cámara), puneetur (peltre), patakoot (enagua), coneeko (prendas de 'calicó'), etc. A medida que los indígenas comenzaron a perder su autonomía y se establecieron en los pueblos de misión, adoptando el cristianismo: deacon (diácono), Bibl (biblia), Testament (testamento), commandment (mandamiento); leyes y tribunales coloniales, sistemas de calendario, unidades de medida, etc.

## Frases de ejemplo
Nꝏshum keskqut quttianatamanack hꝏwesaouk.
'Padre nuestro que estás en el cielo'.
Eight noh July wehquttum Thomas Waban seniar wutch neh wunneechonnoh.
'Ocho de julio. Thomas Waban Senior solicitó en nombre de su hijo'.
Uttuh woh nittinne nehtuhtauan Indianne unnontꝏwaonk?
'¿Cómo debo aprender el idioma indiano?'
Neen Soosahquo mache noonammattammen Noshcampaet.
'Yo Soosoahquo he negociado bien con Noshcampaet'.

### Diccionarios y gramáticas
- Vocabulary of the Massachusetts (or Natick) Indian language (1829)
- Trumbull, James Hammond (1903). Natick Dictionary, Washington, DC: Government Printing Office (Washington) (también en Internet Archive)
- Return of the Wampanoag language
- Fermino, Jessie Little Doe (2000): An Introduction to Wampanoag Grammar, MIT
- Eliot, John (1666): The Indian Grammar Begun. Cambridge: Marmaduke Johnson.

- Datos: Q56519